# Bank of Montserrat
De Bank of Montserrat is de nationale bank van de Britse kroonkolonie Montserrat. De bank is op dit Caribische eiland gevestigd in de de facto hoofdstad Brades. De bank bestaat sinds 1988. Bank of Montserrat is een commerciële bank.
De enige andere bank op het eiland is de Royal Bank of Canada. Beide banken hebben pinautomaten in hun vestiging in Brades, dit zijn de enige automaten op het eiland.
De bank was aanvankelijk gevestigd in de officiële hoofdstad Plymouth. Toen Plymouth gevaar liep overstroomd te worden door as en lava van de opeens actief geworden vulkaan Soufrière is de bank verhuisd naar Brades. Hier kreeg de bank een nieuw gebouw.

## Voetnoten
1. ↑  Bank of Montserrat Brades op The Alacra Store
2. ↑  "Bank of Montserrat announces new scholarship initiative" op Caribb Net News[dode link]